# Gare de Montmorillon
Gare de Montmorillon vasútállomás Franciaországban, Montmorillon településen.

## Vasútvonalak
Az állomást az alábbi vasútvonalak érintik:
- Mignaloux - Nouaillé-Bersac-vasútvonal

## Kapcsolódó állomások
A vasútállomáshoz az alábbi állomások vannak a legközelebb:
- Gare de Lussac-les-Châteaux
- Gare de Lathus